# Codice di comportamento dei dipendenti pubblici
Il codice di comportamento dei dipendenti pubblici è una norma della Repubblica Italiana emanata con Decreto del presidente della Repubblica 16 aprile 2013, n. 62 che disciplina il comportamento dei dipendenti pubblici italiani della pubblica amministrazione italiana.
Emanato sulla base della delega della legge Severino, il codice è entrato in vigore il 19 giugno 2013.

## Storia
La previsione venne sancita nell'ordinamento giuridico italiano dall'art. 26 del d.lgs. 23 dicembre 1993, n. 546, che modificò il d.lgs.
3 febbraio 1993, n. 29, aggiungendo allo stesso l'art. 58 bis, che delegava il governo italiano all'emanazione di una tale norma, delega poi attuata col decreto del Ministero della Funzione Pubblica 31 marzo 1994, poi modificato successivamente dal decreto del predetto ministro del 28 novembre 2000.
La disciplina confluì poi nel d.lgs. 30 marzo 2001, n. 165, rimanendo vigente sino alla promulgazione della legge Severino, che delegò nuovamente il governo italiano all'emanazione di un nuovo codice, delega poi attuata col D.P.R. 16 aprile 2013, n. 62.

## Struttura e contenuto
Il D.P.R. si compone di 17 articoli e le disposizioni possono essere riassunte:
- determinazione di obblighi minimi richiesti a ciascun dipendente;
- divieto di ricevere regali come corrispettivo per le prestazioni amministrative;
- Obbligo di astensione in caso di conflitto di interesse;
- Principi e direttive del comportamento durante il servizio, ed anche privato in alcuni casi;
- Definizione della responsabilità e di sanzioni connesse alla violazione del codice.